# Arco de la Rosa
El arco de la Rosa es la antigua puerta occidental enclavada en las murallas de la Cádiz medieval (Andalucía, España). Actualmente se encuentra junto a la catedral de Cádiz, conectando la Plaza de la Catedral con el Barrio del Pópulo a través del Pasaje del Arco de la Rosa. Está catalogado como Bien de Interés Cultural.

## Historia
Dicha muralla se construye en el siglo XIII en tiempos de Alfonso X el Sabio. Sobre el origen del nombre existen dos teorías: una dice que se denomina así en honor a una advocación mariana homónima que tenía una capilla cercana; la otra, que se llama así al arco por el capitán Gaspar de la Rosa, que vivió en la ciudad en el siglo XVIII. Denominado en tiempos Arco de Santiago, por dar al arrabal del mismo nombre, donde se reunían los pescadores; fue restaurado en 1973.